# Fergusobia tumifaciens
Fergusobia tumifaciens är en rundmaskart. Fergusobia tumifaciens ingår i släktet Fergusobia och familjen Fergusobiidae. Inga underarter finns listade i Catalogue of Life.